# ATR (电视频道)
ATR（克里米亚鞑靼语：ATP），是乌克兰的一家以面向克里米亚鞑靼人的电视台，该电视台于2006年9月1日开播。最初总部设在克里米亚辛菲罗波尔，但在2014年俄罗斯吞并克里米亚之后，且并未取得俄罗斯的广播许可证，ATR因此在2015年4月1日被俄罗斯媒体监管部门勒令停播，直至同年6月15日才在乌克兰基辅恢复播出节目。ATR使用俄语、克里米亚鞑靼语、乌克兰语三种语言，节目分别占60%、35%、5%，台标使用鞑靼塔木加传统符号，并在电视画面左上角挂出动态飘扬的克里米亚鞑靼人旗帜。

## 概况
ATR电视台于2006年9月1日开播。2012年开始通过通信卫星传输节目。ATR的创始人和所有者是一位克里米亚鞑靼人的商人Lenur İslâmov。
作为克里米亚鞑靼人的媒体之一，ATR的立场支持乌克兰的基辅政府。在2014年俄罗斯吞并克里米亚之后开始发表对俄罗斯批评的报道，受到俄罗斯当局以“极端主义活动”为由的正式警告。尽管如此，ATR在新闻报道中避开了“吞并”和“占领”等词语。2015年ATR电视台进行节目改版，减少了新闻节目和政治脱口秀，并增加克里米亚鞑靼文化节目。
2015年1月26日，俄罗斯特别用途机动单位对ATR电视台所在的大楼进行搜查并封锁现场，被作为对2014年亲乌克兰集会刑事调查的一部分。
2015年3月18日，ATR电视台表示，如果在2015年4月1日之前仍然没有获得俄罗斯联邦通信、信息技术和大众传媒监督局的广播许可证，则不得不宣布停播。在2014年，俄罗斯当局通知在克里米亚运营的所有媒体机构，必须在2015年4月1日午夜前申请新的俄罗斯媒体许可证。自2014年10月以来，ATR电视台曾向俄罗斯媒体监管部门四次申请许可证，但都遭到拒绝。对于ATR电视台及其它克里米亚鞑靼人媒体不获牌照一事，乌克兰外交部新闻发言人别列比尼斯在记者会上表示，谴责俄罗斯剥夺克里米亚鞑靼人使用母语、接受和传播可靠信息的权利。
2015年5月上旬，ATR电视台官方网站恢复上线。6月15日，ATR电视台在乌克兰恢复播出，此后总部一直位于基辅。
据媒体报道，ATR电视台主持人兼记者阿尔卡季·巴布琴科（Arkady Babchenko）于2018年5月29日在基辅遭到枪杀，被其妻子发现倒在血泊中。然而第二天，他在乌克兰国家安全局举行的新闻发布会上“起死回生”。乌克兰国安局表示，巴布琴科“被谋杀”是为了揭露俄罗斯特工对他的暗算。

## 播出节目
- ZAMAN News
- BUGÜN Сьогодні
- PRIME Муждабаєв
- Tarih sedası
- Altın devir
- Müftınıñ saatı
- GÖÑÜL GÖÑÜLDEN